# Аксел фон дем Бусше
Аксел фон дем Бусше (на немски: Axel von dem Bussche) е бивш германски майор от Вермахта.

## Кариера
Роден е в Брауншвайг. Баща му е немец, а майка му Джени Ласен е датчанка. Бусше се присъединява към германската армия през 1937 г. на 18-годишна възраст като професионален офицер и е назначен като младши офицер от елитния пехотен полк 9 Потсдам на Източния фронт в Полша. През 1942 г. случайно е свидетел на организирано от СС клане на повече от 3000 еврейски цивилни, извършено от СД на старото летище Дубно. Това изживяване го травмира за цял живот и е достатъчно, за да го накара да се обърне срещу Хитлер. Той се присъединява към група за съпротива в рамките на Група армии „Център“ (септември 1943 г.), която е водена от Клаус фон Щауфенберг. Той заявява, че са останали само три начина да запази честта си като офицер: да умре в битка, да дезертира или да се бунтува срещу правителството, поръчало това и всички други кланета. Той избира последния вариант, оправдавайки намерението си да убие Хитлер от законното му право да защитава другите от незаконни, продължаващи престъпни нападения.

## Съпротива
През ноември 1943 г. Бусше, лично насърчаван от Щауфенберг, се ангажира да извърши самоубийствен бомбен атентат срещу Хитлер. Хитлер трябва да инспектира нови зимни униформи за армията във Вълчата бърлога в Източна Прусия (днес в Полша). Бусше, който е над 2 метра висок, рус и със сини очи, илюстрира външния вид на „нордическия“ расов идеал на Хитлер и е идеален модел за униформите. Той се оборудва с противопехотна мина с бързо реагиращ детонатор за ръчна граната, който той възнамерява да скрие в по-дълбоките джобове на панталоните. Планира да взриви тази бомба, докато прегръща Хитлер, като по този начин убива и Хитлер, и себе си.
Събитието е насрочено за 16 ноември 1943 г., но предишната вечер камион, доставящ новите униформи е унищожен при въздушно нападение на съюзниците в Берлин. На 18 ноември 1943 г. Бусше се връща в звеното си на Източния фронт. Той доброволно иска да се опита отново през февруари 1944 г., когато ще има нови униформи. През януари 1944 г. обаче е сериозно ранен и губи единият си крак.
Друг офицер, капитан Евалд-Хайнрих фон Клайст-Шменцин, доброволно се съгласява да се взриви на 11 февруари 1944 г. Въпреки това, Хитлер многократно отлага и накрая отменя събитието. Бусше прекарва месеци в болницата на Вафен-СС в Лухен и така и не участва в заговора за убийството на Хитлер на 20 юли. Ролята му в по-ранните атентати не е заподозряна и той не е предаден от никой от офицерите, които знаят за участието му.

## След войната
След войната Бусше учи право в университета в Гьотинген и по-късно става дипломат, който от 1954 г. до 1958 г. е в германското посолство във Вашингтон. След това е директор на международното училище "Schule Schloss Salem" в Курт Хан, разположено близо до езерото Констанс в Южна Германия. Той е и член на председателството на Евангелистката църква в Германия, съветник на Световната банка и делегат на Конференцията на ООН за околната среда в Стокхолм от 1972 г.
През 1950 г. се жени за лейди Милдред Камила Никола Ахесен, най-голямата дъщеря на 5-ия граф на Госфорд и Милдред Картър (от Вирджиния), която преди това е омъжена за барон Ханс Кристоф фон Щауфенберг. Бусше има две дъщери.